# Ittiturismo
L'ittiturismo è  un'attività complementare alle attività di pescaturismo e da questa del tutto indipendente. Per ittiturismo si intendono l'insieme dei servizi turistici offerti dai pescatori sulla terra ferma, quali l'ospitalità in case di pescatori ed in borghi marinari. Elemento importante dell'ittiturismo è la ristorazione base di pescato locale possibilmente a cura degli stessi pescatori all'interno delle loro comunità. 

## Dove
Sempre più marinerie italiane si stanno convertendo all'ittiturismo offrendo agli ospiti accoglienza in case tipiche e fornendo loro prodotti derivati dalla attività di pesca. Si tratta di un ramo delle attività turistiche definite "esperienziali" dove l'ospite si immerge nella vita locale. Da non confondere con il pescaturismo, nel quale i clienti partecipano alle battute di pesca.